# Эрменгол II (граф Урхеля)
Эрменгол (Арменгол) II Пилигрим (исп. Ermengol, Armengol II; 1009 — ум. после 12 октября 1039) — граф Урхеля с 1011 года. Сын Эрменгола I.
К моменту смерти отца был ещё младенцем и, вероятно, находился под опекой дяди — графа Барселоны Рамона Борреля, до его смерти в 1017 году.
С его помощью Урхель отвоевал у Кордовского халифата Монтмагастр, Алос, Малагастру, Рубио и Артезу.
В 1038 году Эрменгол II отправился в паломничество в Святую Землю (отсюда прозвище — Пилигрим) и умер в Иерусалиме.
Первая жена (1026) — Арсенда, происхождение не выяснено, умерла вскоре после свадьбы.
Вторая жена (1030) — Констанса, также называлась Веласкита (ум. не ранее 1059), возможно — дочь Бернарда I, графа Безалу. После смерти мужа — регент при сыне, Эрменголе III.